# 타이항공 601편 추락 사고
타이항공 601편 추락 사고(영어: Thai Airways Flight 601)는 1967년 6월 30일 홍콩 카이탁 공항에 착륙하던 중 태풍으로 인해 추락하였다.

## 사고 개요
타이항공 601편은 타이베이 쑹산 공항에서 이륙했다. 타이항공은 73명의 승객과 7명의 승무원이 탑승했으며, 1시간 비행 후 홍콩 카이탁 공항 31번 활주로에 착륙하는 ILS 접근 방식을 취하고 있었다. 접근 당시 태풍 아니타가 홍콩 상공에 상륙한 가운데 기장은 항공기가 결정 높이 415피트(126m) 아래로 하강했음을 알아차린 채 지상에 육안으로 접촉하느라 분주했다. 항공기는 급발진하는 방향을 변경했다. 높은 하강속도에 진입해 31 언더슛으로 인해 활주로에 미치지 못해 바다로 추락했다. 이 사고로 24명이 사망했다.

## 사고 원인
사고 원인은 승무원의 실수일 가능성이 높으며, 항공기가 활공비탈 아래로 하강했음을 알아차렸다. 강풍 전단이나 다운드래프트의 존재도 개연성 있는 주요 요인이지만, 사고 당시 카이탁에서는 이러한 현상을 측정할 방법이 없었다.
1. 조종사들은 좋지않은 시야에서 '감시된 선장' 접근법을 위해 타이 항공의 절차를 준수하지 않았다.
2. 선장은 그 접근을 적절히 감시하지 않았다.
3. 항공기가 최소 고도 이하로 하강한 후 갑자기 방향을 바꾼 것은 높은 하강 속도를 악화시켰을 수 있다.
4. 다운 드래프트와 윈드 시어는 이러한 잘못으로 인한 높이 손실에 기여했을 수 있다.